# Edward Tabet
 (septembre 2021).
Si vous disposez d'ouvrages ou d'articles de référence ou si vous connaissez des sites web de qualité traitant du thème abordé ici, merci de compléter l'article en donnant les références utiles à sa vérifiabilité et en les liant à la section « Notes et références ».
Pour les articles homonymes, voir Tabet.
Edward Tabet, né le 18 novembre 1965, est le chef de file de l'école Taysonvodao. Il est 7e dan FFKDA depuis janvier 2023 et est l'une des rares ceinture rouge de l'école. Il a reçu au début de la saison 2006-2007 le sceau de l'école des mains de Phan Toàn Châu.
Depuis 2021, Edward Tabet donne bénévolement des cours d'initiation au self defense en entreprise.[réf. nécessaire]

## Source
- « Home », sur Tay Son Vo Dao (consulté le 15 janvier 2024)